# Encarna Paso Ramos
Encarna Paso Ramos (Madrid, 25 de març de 1931 - 18 d'agost de 2019) fou una actriu espanyola.

## Biografia
Filla del dramaturg Antonio Paso Díaz, neta d'Antonio Paso y Cano i reneboda de Manuel Paso Cano, neboda d'Enrique Paso, Manuel Paso i Alfonso Paso, també dramaturgs, i de les actrius Mercedes Paso, Maruja Paso, Elisa Paso i Soledad Paso. Mare de l'actor Juan Calot i de Patricia Calot, dedicada a la gestió cultural. Àvia dels actors Alicia Calot i Edgar Calot.

## Inicis
Debuta en el grup Arte Nuevo, estrenant algunes de les primeres obres d'Alfonso Sastre, Medardo Fraile, José María de Quinto, Alfonso Paso… Cursa estudis en el Conservatori de Madrid amb professors com a donya Carmen Seco i José Franco. S'incorpora, ja professionalment, a la companyia de Milagros Leal, amb obres com El Galileo de José Hierro i José García Nieto i Cosas de hombres y mujeres d'Eduardo Manzanos. Ingressa en la companyia de Catalina Bárcena, interpretant obres d'autors com Bernand Shaw, Arniches, Martínez Sierra, Halcón, Álvarez Quintero, Julio Alejandro, etc. Posteriorment forma part de la companyia d'Ismael Merlo interpretant obres de Carlos Llopis com La vida en un bloc, Con la vida del otro, Por cualquier Puerta del Sol; comèdies d'Alfonso Paso, com Cuarenta y ocho horas de felicidad, Usted puede ser un asesino, Adiós, Mimi Pompón; i de molts altres autors.
Paral·lelament debuta al cinema amb un petit paper en l'èxit Botón de ancla, de Ramón Torrado. Alhora intervé en la famosa Locura de amor, de Juan de Orduña. I també a Sobresaliente, de Luis Ligero, El curioso impertinente, de Flavio Calzavara, i María de los Reyes, de Guzmán Merino.

## Teatre
Consolidada com una de les més notables actrius del panorama artístic espanyol en l'últim terç del segle xx, va participar, entre molts altres, en els següents muntatges teatrals:
- El comprador de horas, de Jacques Deval, direcció Adolfo Marsillach.
- La cornada, de Alfonso Sastre, direcció Adolfo Marsillach.
- La viuda valenciana, de Lope de Vega, direcció d'Ángel Fernández Montesinos.
- Culpables, de Jaime Salom, direcció d'Ángel Fernández Montesinos.
- La bella Dorotea. Autor i director Miguel Mihura.
- Su amante esposa, de Jacinto Benavente.
- Vengan corriendo que les tengo un muerto, de Jack Peplowell.
- En El Escorial, cariño mío. Autor i director Alfonso Paso.
- Solo Dios puede juzgarme, d'Emilio Romero, direcció Ricardo Lucia.
- Micaela, de Joaquín Calvo Sotelo, direcció Ricardo Lucia.
- Raíces, de Arnold Wesker, direcció José María Morera.
- Las moscas, de Jean-Paul Sartre, adaptació d'Alfonso Sastre, direcció José María Morera.
- Los secuestrados de Altona, de Jean-Paul Sartre, adaptació d'Alfonso Sastre, direcció José María Morera.
- El edicto de gracia, de José María Camps, direcció José Osuna.
- La casa de Bernarda Alba, de Federico García Lorca, direcció Ángel Facio.
- Las galas del difunto i La hija del capitán, de Ramón María del Valle-Inclán, direcció Manuel Collado.
- Oye, Patria, mi aflicción, de Fernando Arrabal, direcció Augusto Fernandes i Carlos Cytrynowski.
- Bodas que fueron famosas del Pingajo y la Fandanga, de José María Rodríguez Méndez, direcció José Luis Gómez.
- Sopa de pollo con cebada, d'Arnold Wesker, direcció Josep María de Segarra i Josep María Muntanyes.
- Doña Rosita la soltera o el lenguaje de las flores, de Federico García Lorca, direcció Jorge Lavelli.
- El pato silvestre, d'Henrik Ibsen, adaptació de Buero Vallejo, direcció José Luis Alonso.
- El cementerio de los pájaros, d'Antonio Gala, direcció Manuel Collado.
- Cuentos de los bosques de Viena, d'Ödön von Horváth, direcció Antonio Larreta.
- La muerte de un viajante, d'Arthur Miller, direcció José Tamayo.
- La visita de la vieja dama, de Friedrich Dürrenmatt, direcció Antonio Malonda.
- Paso a paso, de Richard Harris, direcció Ángel García Moreno.
- Música cercana, de Buero Vallejo, direcció Gustavo Pérez Puig.
- El caballero de Olmedo, de Lope de Vega, direcció Miguel Narros.
- La dama duende, de Calderón de la Barca, direcció José Luis Alonso.
- Bailando en verano, de Brian Friel, direcció Luis Iturri.[2]
- El malentendido, d'Albert Camus, adaptació Christián Boyer, direcció Juan Calot.[3]
- Algún día trabajaremos juntas, de Josep Maria Benet i Jornet, direcció Manuel Ángel Egea.[4]
- Las trampas del azar, de Buero Vallejo, direcció Joaquín Vida.
- La ratonera, d'Agatha Christie, direcció Ramón Barea.
- Las manzanas del viernes, d'Antonio Gala, direcció Francisco Marsó.[5]
- Yo, Claudio, de Peter Graves, direcció José Carlos Plaza.

## Cinema
En la dècada del 1960 interpretà papers secundaris en les pel·lícules:
- Vuelve San Valentín
- El grano de mostaza
- La batalla del domingo
- La reina del Chantecler
- Ventolera
- La viudita naviera
- Usted tiene ojos de mujer fatal.
- ¿Es usted mi padre?, d'Antonio Giménez Rico.
- País, S.A., d'Antonio Fraguas de Pablo.
- La prima Angélica, de Carlos Saura.
- El techo de cristal, de Eloy de la Iglesia.
- Gusanos de seda, de Francisco Rodríguez.
- Retrato de familia, d'Antonio Giménez Rico.
- La Corea, de Pedro Olea.
- La mujer es cosa de hombres, de Jesús Yagüe.

El moment culminant de la seva carrera cinematogràfica li'l proporcionà José Luis Garci en oferir-li la protagonista femenina de Volver a empezar (1982), primera pel·lícula espanyola que aconseguí el Premi Oscar a la millor pel·lícula de parla no anglesa. Amb posterioritat participa a:
- Demonios en el jardín, de Manuel Gutiérrez Aragón.
- Sesión continua, de José Luís Garci.
- La leyenda del cura, de Bargota, de Pedro Olea.
- Caso cerrado, de Juan Caño.
- La colmena, de Mario Camus.
- El bosque animado, de José Luís Cuerda.
- Loco veneno, de Miguel Hermoso.
- Terca vida, de Fernando Huertas.

## Televisió
Es va prodigar al programa Estudio 1 de TVE, on va sortir a:
- El Ladrón.
- El bebe, de Felicien Marceau.
- Trilogía de Lo invisible, d'Azorín.
- El precio, d'Arthur Miller.
- Panorama desde el puente, d'Arthur Miller.
- Así es, sí a sí os parece, de Luigi Pirandello.
- El vecino del tercero interior, de Jerome K Jerome.
- La Dama del Alba, d'Alejandro Casona.

També va protagonitzar les sèries:
- Segunda enseñanza, de Pedro Masó.
- Ramon y Cajal, de José María Forque.
- Hermanos de leche, d'Ibáñez.
- Compuesta y sin novio, de Pedro Masó.

## Premis
Medalles del Cercle d'Escriptors Cinematogràfics
| Any  | Categoria     | pel·lícula                             | Resultat   |
| ---- | ------------- | -------------------------------------- | ---------- |
| 1982 | Millor actriu | Demonios en el jardín Volver a empezar | Guanyadora |

- Premi El Espectador y la Crítica, per Doña Rosita la Soltera
- Premi Associació d'Espectadors d'Alacant, per Doña Rosita la Soltera
- Premi Associació d'Espectadors de Reus, per Doña Rosita la Soltera
- Premi Memorial Margarida Xirgu (1984), per El cementerio de los pájaros[8]
- Premi El Espectador y la Crítica, per El pato silvestre
- Premi Mayte de Teatro (1983), per El pato silvestre.
- Premi El Espectador y la Crítica, per El cementerio de los pájaros
- Premi Asociación de Espectadores Radio Bilbao, per El cementerio de los pájaros
- Premi Associació d'Espectadors de Reus, per La muerte de un viajante
- Premi Asociación Teatro Rojas, per Algún día trabajaremos juntas
- Premi Ercilla (1996) per tota la seva trajectòria artística
- Premi Benasur, per Volver a empezar
- Premi ACE (Cronistes d'Espectacles de Nova York), per Demonios en el jardín[9]
- Premi Luis Buñuel, per Demonios en el jardín